# Młyńsko (Basse-Silésie)
Pour les articles homonymes, voir Młyńsko.
Młyńsko est une localité polonaise de la gmina de Gryfów Śląski, située dans le powiat de Lwówek Śląski en voïvodie de Basse-Silésie.